# Верхній Мінченок
Ве́рхній Мінченок — село в Україні, у Нижньотеплівській сільській громаді Щастинського району Луганської області. Населення становить 237 осіб.

## Географія
У селі балка Балка Козача впадає у річку Теплу.

## Історія
У 1932–1933 роках Верхньо-Мінчанківська сільська рада постраждала від Голодомору. За свідченнями очевидців кількість померлих склала щонайменше 4 особи, імена яких встановлено.

## Населення
За даними перепису 2001 року населення села становило 237 осіб, з них 3,8 % зазначили рідною мову українську, а 96,2 % — російську.